# Таловая (приток Камелика)
Та́ловая — река в Казахстане и России, левый приток Камелика.

## Описание
Длина реки — 77 км, площадь бассейна — 1550 км². Берёт начало на возвышенности Общий Сырт.
Исток в балках в 4,5 км к юго-западу от села Чапурино в Зеленовском районе Западно-Казахстанской области. В верховьях река течёт, извиваясь, на северо-запад, поворачивает на юго-запад и входит в Перелюбский район Саратовской области России. В среднем течении ещё дважды пересекает российско-казахстанскую границу. В низовьях течёт на северо-запад по территории России и впадает в Камелик по левому берегу напротив села Кучумбетово (157 км от устья).
Река пересыхающая. Имеются малые пруды на реке и притоках.
На берегах расположены сёла Таловая (Казахстан) и Холманка (РФ). В бассейне также находятся Шалгай, Карпово (оба — Казахстан), Натальин Яр, Тараховка, Куцеба, Холманка [хутор], Алексеевка (все — РФ).
Основные притоки (от устья, в скобках указана длина в км):
- 3 км пр: Солянка (35)
- 12 км лв: Холманка (21)
- 39 км лв: Солдатка (14)
- 40 км лв: Перемётная (23)[4]
- 53 км пр: Тришкина (19)

## Данные водного реестра
По данным государственного водного реестра России относится к Нижневолжскому бассейновому округу, водохозяйственный участок реки — Большой Иргиз от истока до Сулакского гидроузла. Речной бассейн реки — Волга от верхнего Куйбышевского водохранилища до впадения в Каспий.
Код объекта в государственном водном реестре — 11010001612112100009827.